# Sibiriskt fetblad
Sibiriskt fetblad (Phedimus hybridus) är en fetbladsväxtart som först beskrevs av Carl von Linné, och fick sitt nu gällande namn av H. 't Hart. Sibiriskt fetblad ingår i släktet fetblad, och familjen fetbladsväxter. Inga underarter finns listade i Catalogue of Life.

## Bildgalleri

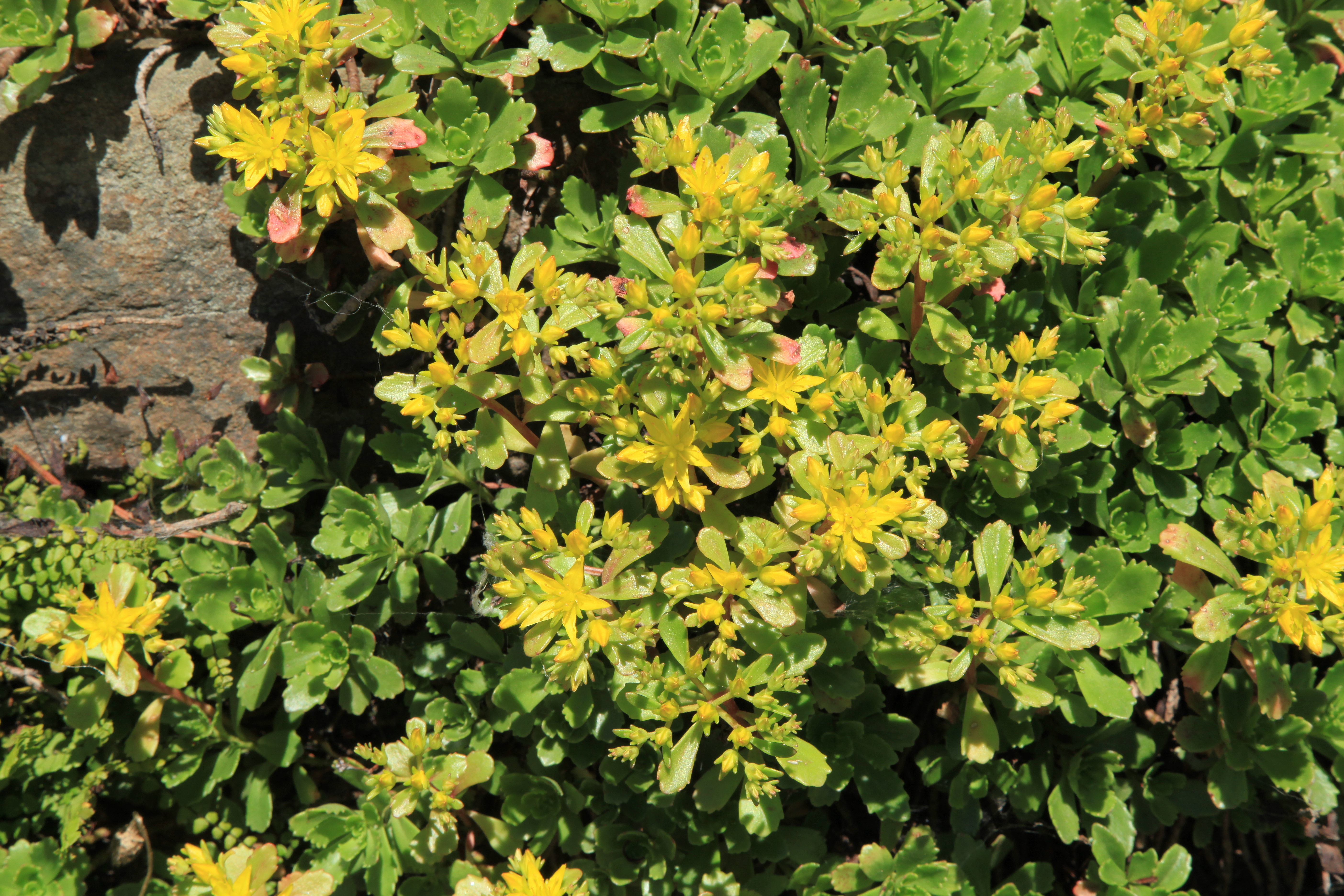
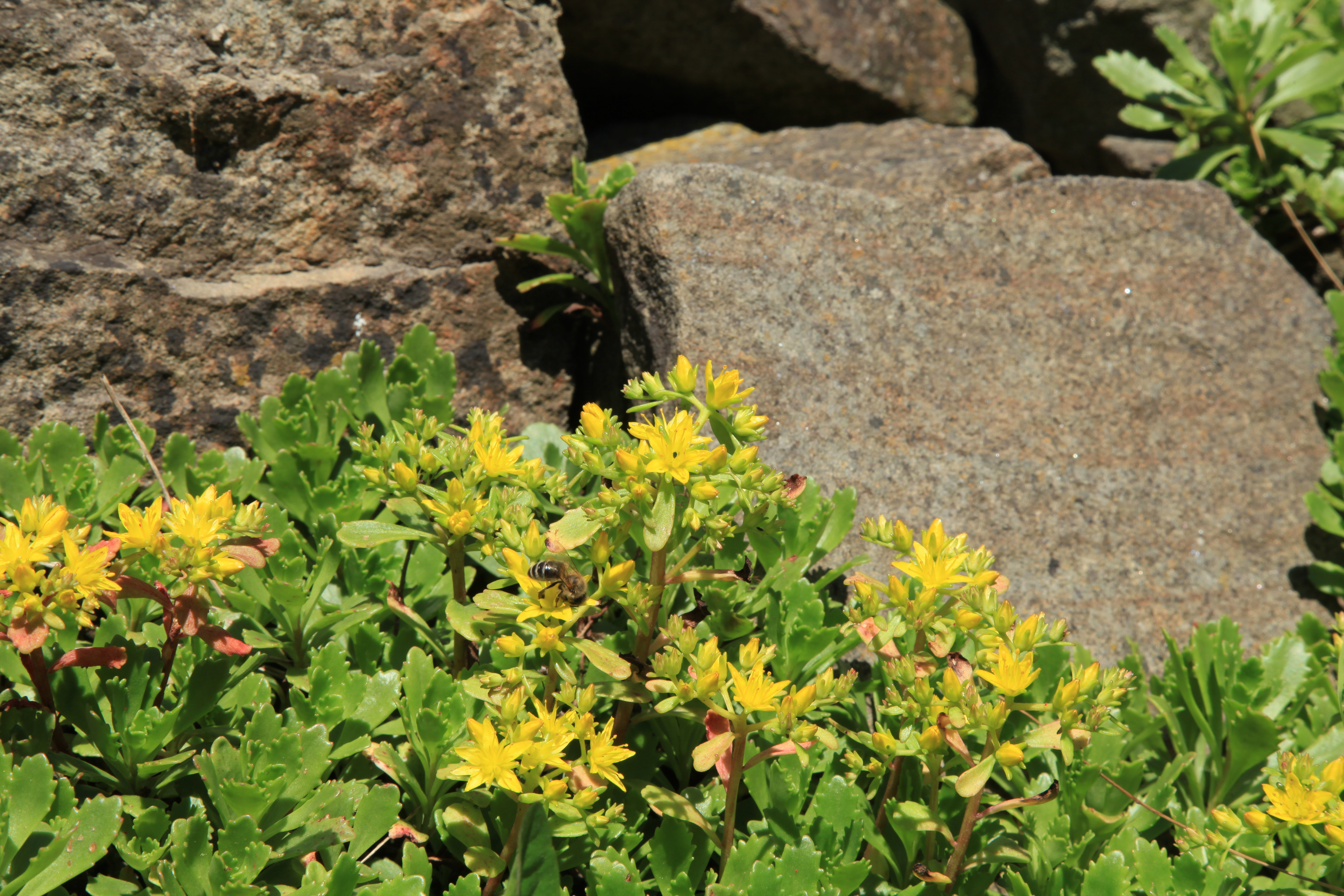
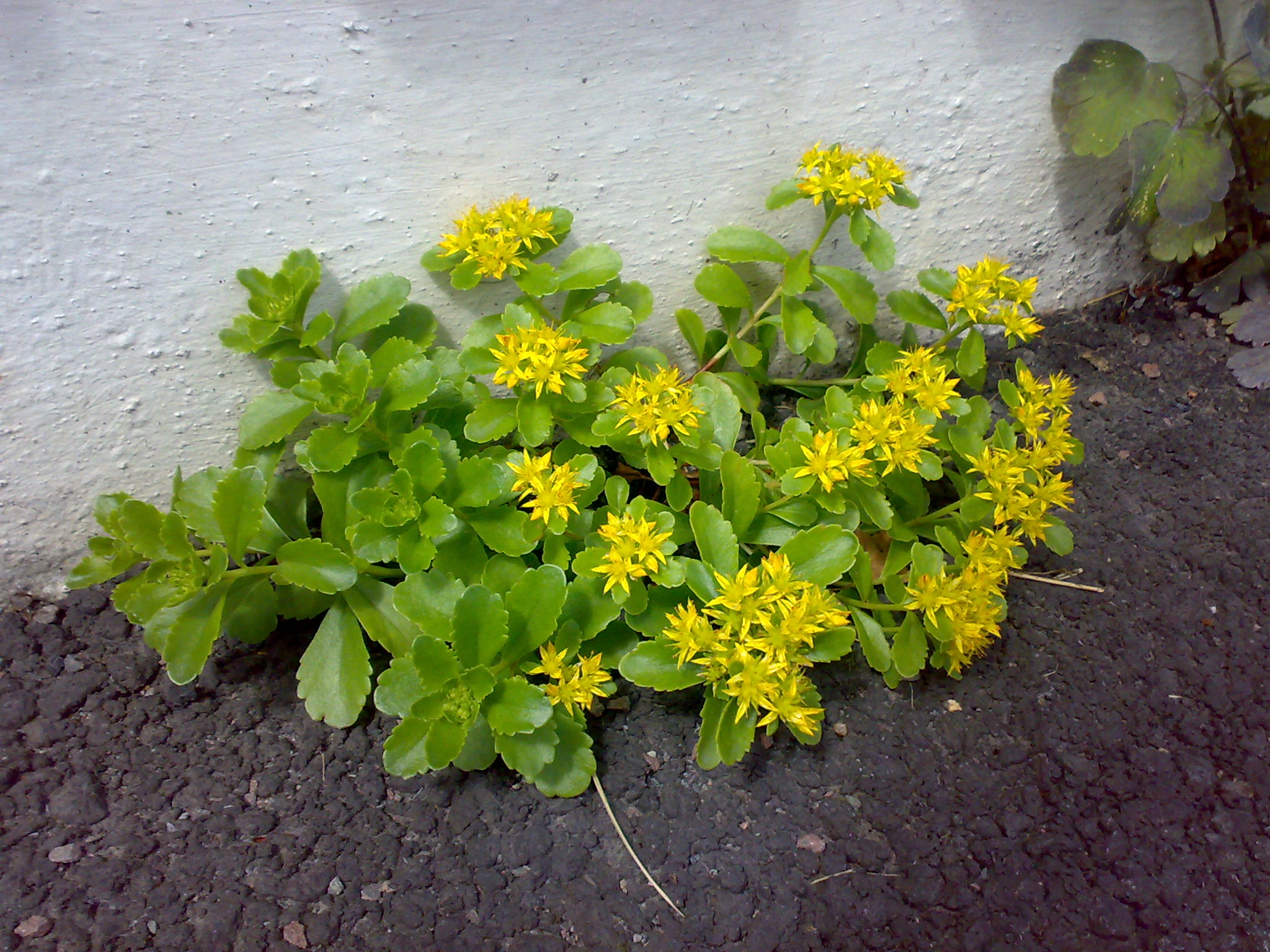
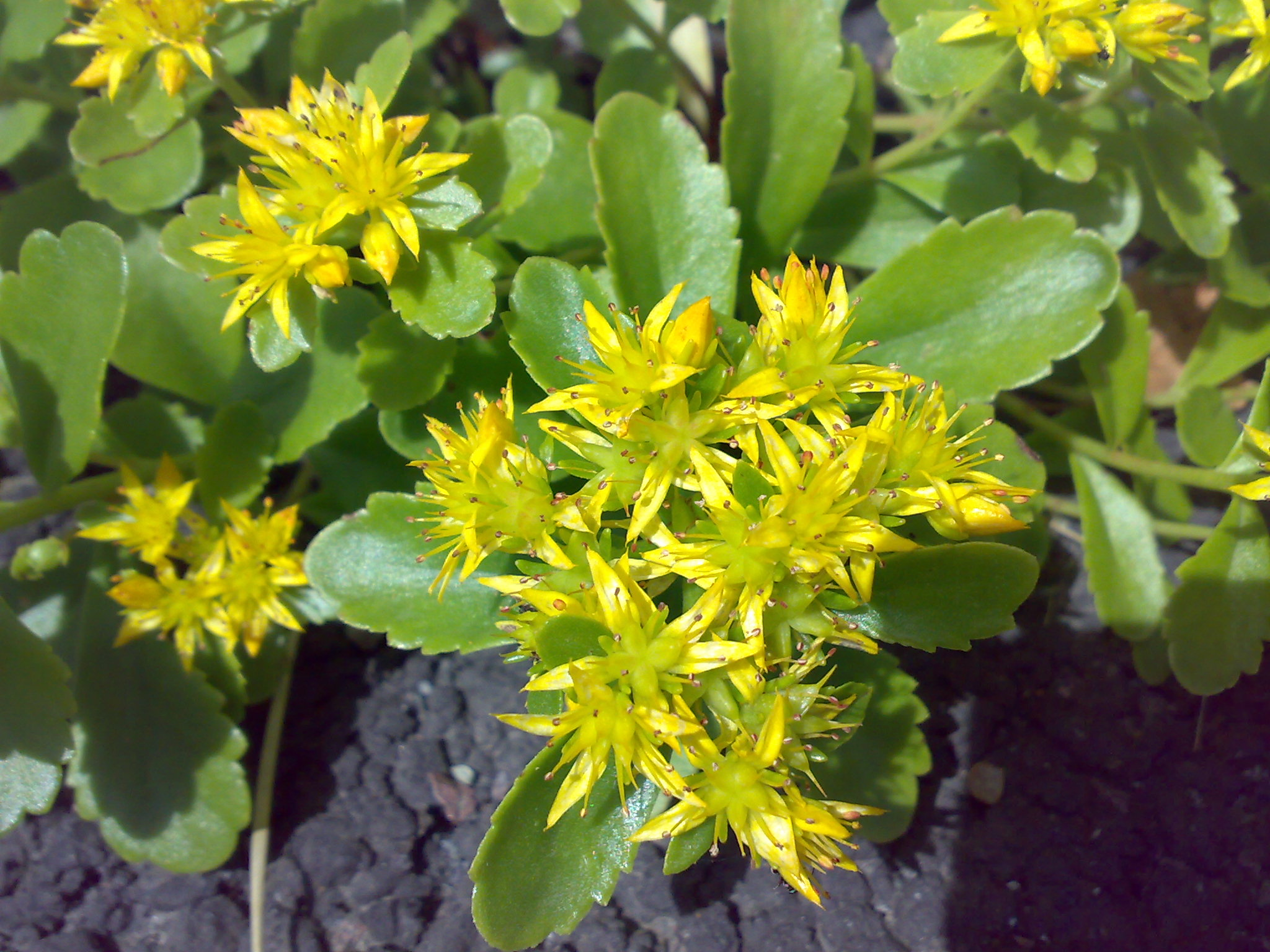
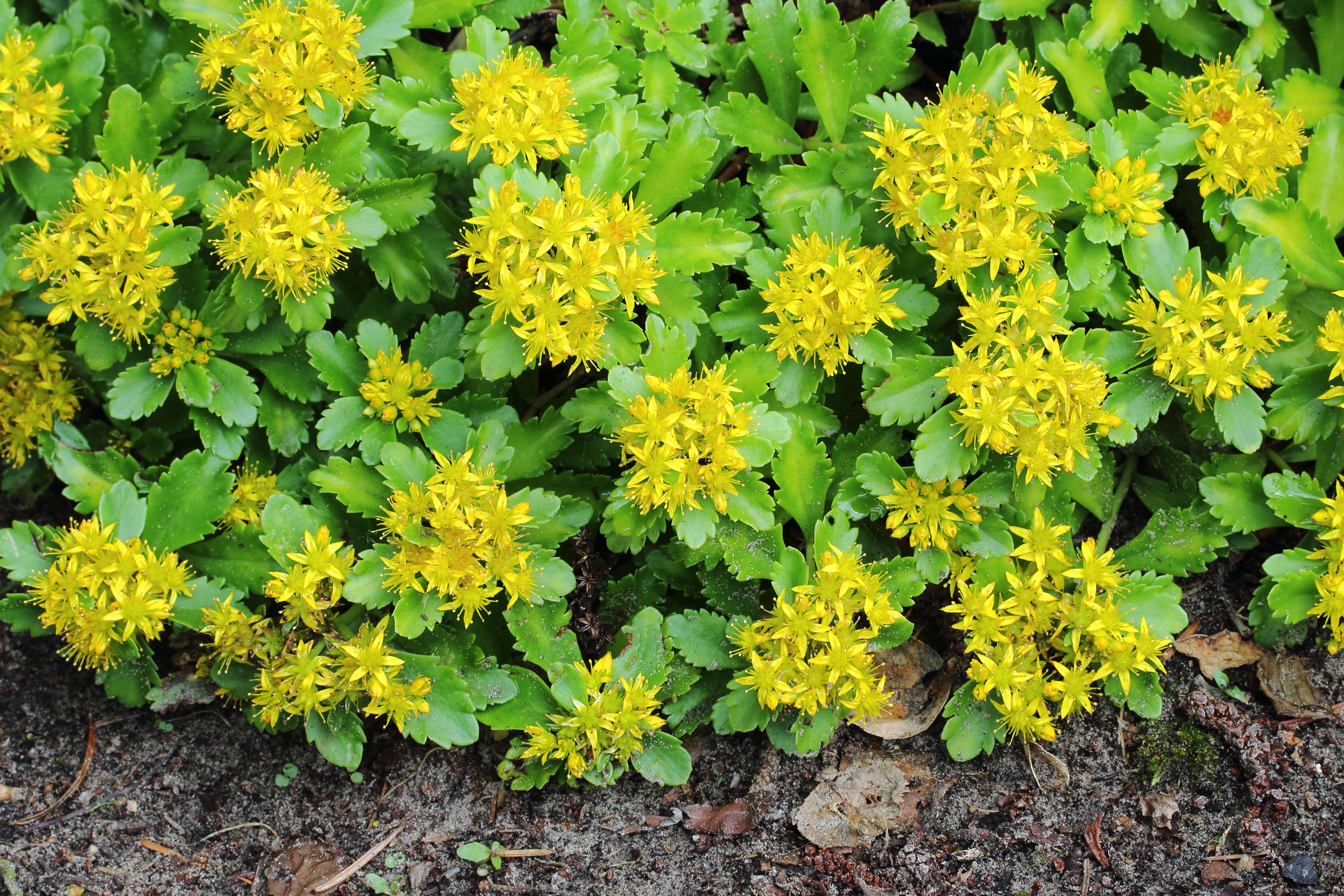